# 波希米亚-摩拉维亚站
波希米亚-摩拉维亚站是一座布拉格地铁B线的地铁站。“Českomoravská”在捷克语中的字面意思是“波希米亚-摩拉维亚”，是捷克的重要历史地名。